# Per Odensjö
Per Torsten Olof Odensjö, född 27 juni 1899 i Masthuggs församling i Göteborg, död 15 december 1974 i Danderyds församling i Stockholms län, var en svensk militär.

## Biografi
Odensjö avlade studentexamen 1919. Han avlade officersexamen vid Kungliga Krigsskolan 1922 och intendenturexamen 1934. Han utnämndes till kapten i Intendenturkåren 1936 och var regementsintendent vid Västerbottens regemente 1936–1939 och vid Norrbottens regemente 1939–1941. År 1942 befordrades han till major, varpå han var stabsintendent vid staben i VI. militärområdet 1942–1948, befordrad till överstelöjtnant 1947. Han var chef för Underhållsbyrån vid Intendenturavdelningen i Arméförvaltningen 1949–1954, befordrades 1953 till överste och var chef för Förplägnadsbyrån i Arméintendenturförvaltningen 1954–1959. År 1959 inträdde han i reserven och var därefter 1959–1967 militärassistent vid överståthållarämbetet.
Per Odensjö författade boken Svenska krigsmaktens förplägnadstjänst i fred och krig (Folkförsvaret, Stockholm 1960). Han är begravd på Uppsala gamla kyrkogård.